# Grado (cladística)

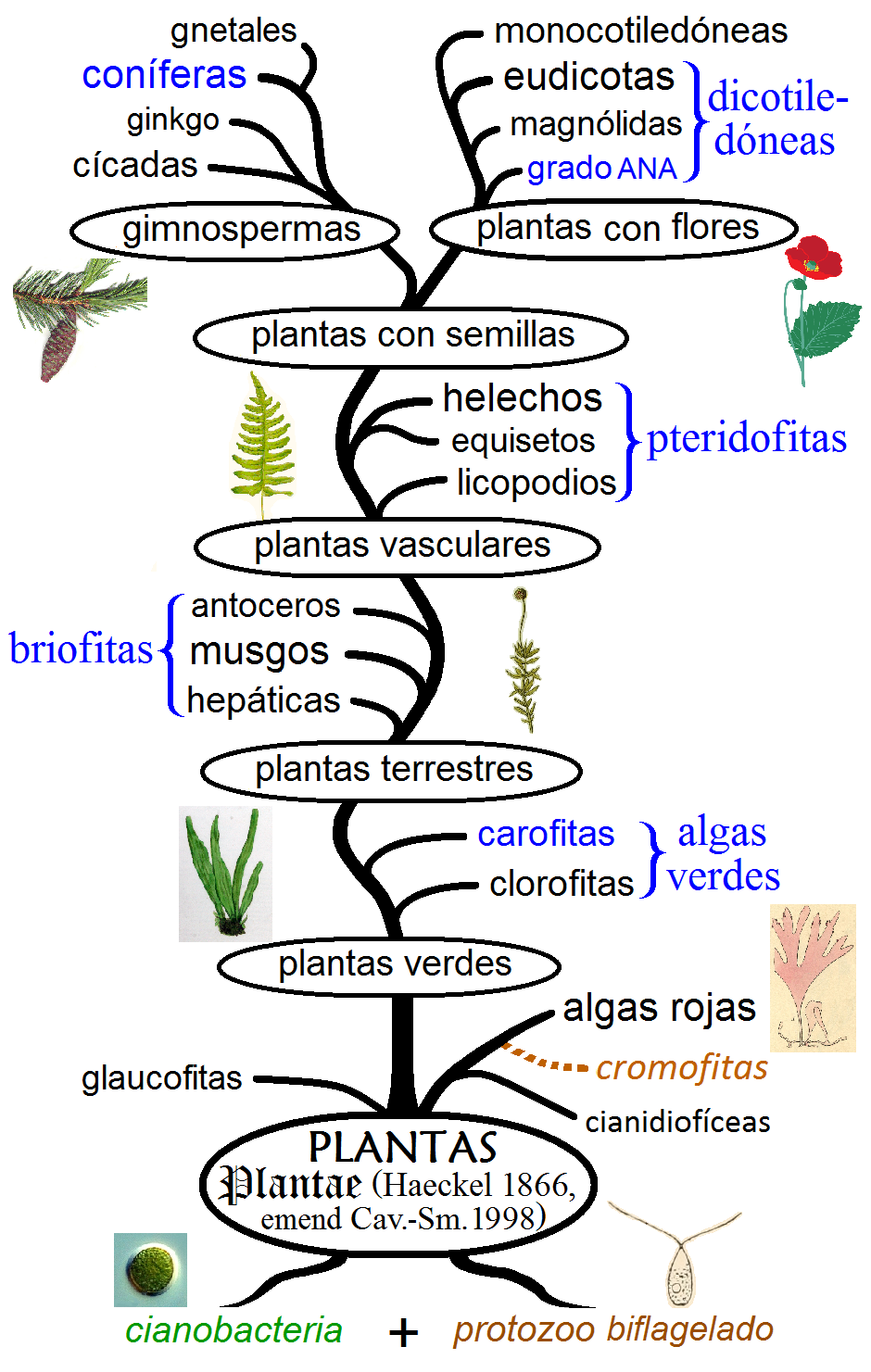
Árbol filogenético de las plantas graficando varios grados evolutivos. Los grupos parafiléticos se indican en azul.

En cladística, un grado o grado evolutivo es un nivel de complejidad evolutiva determinado por un conjunto de caracteres biológicos ancestrales o primitivos que pueden ser morfológicos, 
fisiológicos o de otra índole, los cuales definen un grupo o taxón parafilético. Estos caracteres ancestrales reciben el nombre de plesiomórficos. El término "grado" fue acuñado por el biólogo británico Julian Huxley, para contrastar con clado, el cual es una unidad estrictamente monofilética.